# الاخنة (العدين)

تعديل مصدري - تعديل

الاخنة محلة تابعة لقرية الجحيف السافل، التابعة لعزلة بني عبد الله بمديرية العدين إحدى مديريات محافظة إب في الجمهورية اليمنية، بلغ تعداد سكانها 24 حسب تعداد اليمن لعام 2004.